# St. Josef (Neunburg vorm Wald)

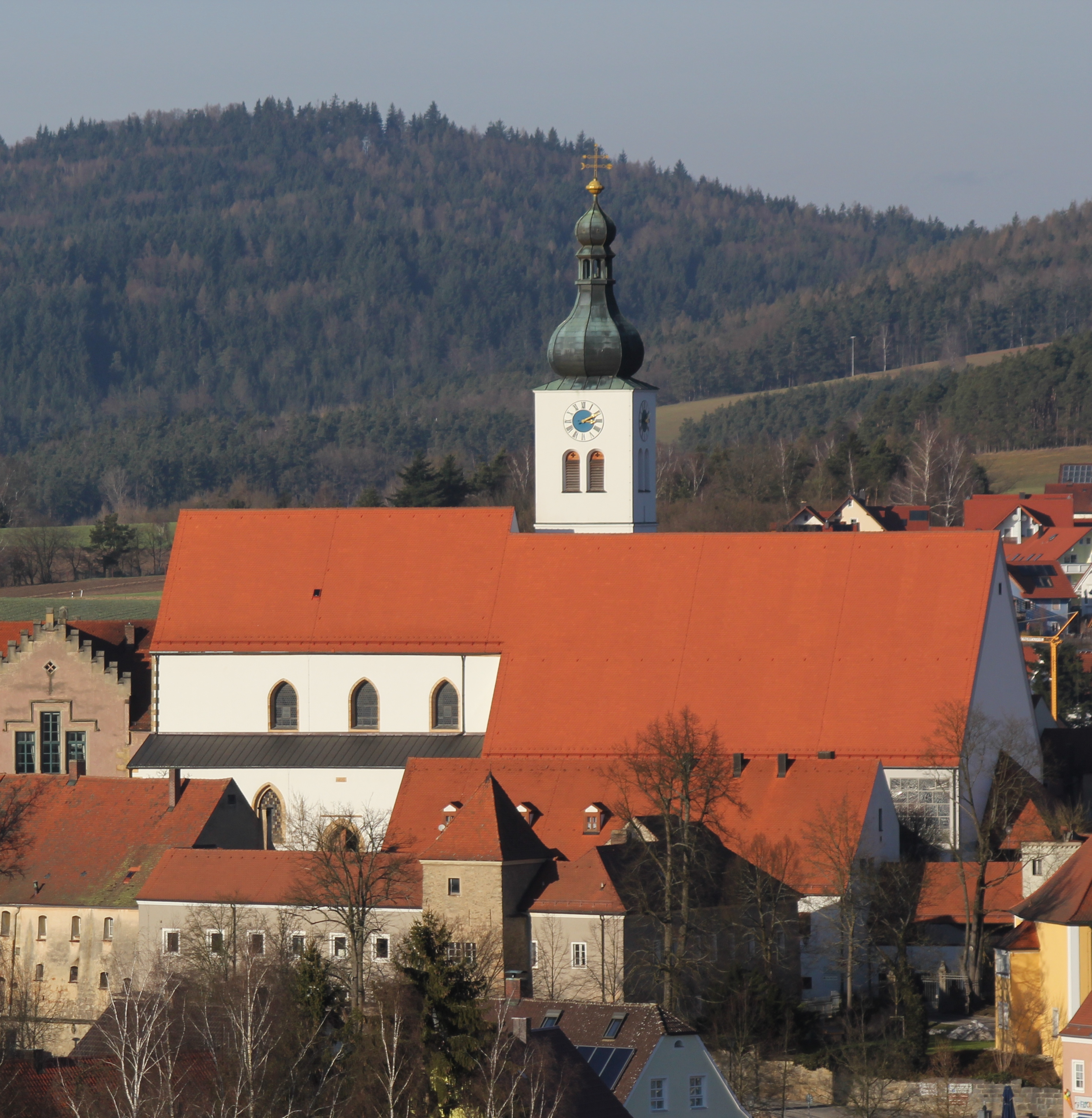
St. Josef von Süden

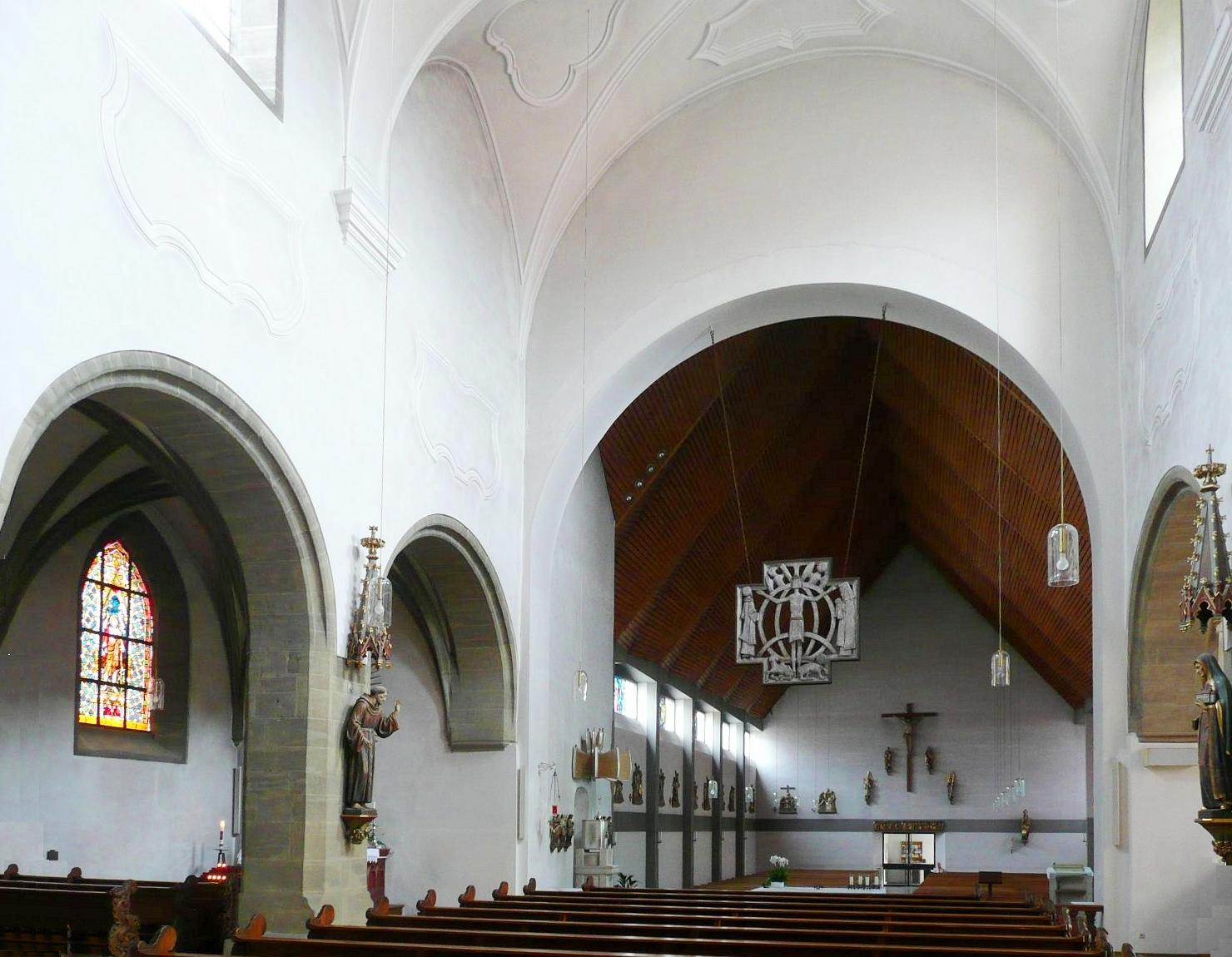
Blick aus dem basilikalen Langhaus in die moderne Hallenkirche

St. Josef ist die römisch-katholische Stadtpfarrkirche von Neunburg vorm Wald im bayerischen Landkreis Schwandorf.

## Geschichte
Das Gotteshaus im historischen Burgbezirk geht zurück auf die Kapelle der um 900 erbauten Neunburg und führte ursprünglich das Patrozinium des soldatischen Märtyrers St. Georg.
Die erste urkundliche Erwähnung der Pfarrkirche, die sich aus der Schlosskapelle von Neunburg entwickelte, ist aus dem Jahr 22. August 1379 im Zusammenhang mit Pfalzgraf Ruprecht überliefert, der „zu den zweien ewigen Messen auf Sankt Georgen altar zu Neunburg in der Kirche gelegen auf dem Berg die Lehenschaft auf dem Gut zu Gütenland eignete“. Heinrich Notthafft von Wernberg stiftete am 15. Mai 1406 ein Benefizium auf den Georgsaltar der Kapelle. Pfalzgraf Johann stiftete am 21. September 1433 Glocke zum Dank für die siegreiche Hussitenschlacht bei Hiltersried. Er ließ zudem in den Jahren 1433 bis 1143 den Chor der Bergkirche neu errichten, der anschließend durch den Regensburger Weihbischof Johann von Hierapolis geweiht wurde. Pfalzgraf Johann bestimmte, dass dieser Bau mit den zwei Türmen als Stiftskirche für zwölf Geistliche dienen solle, die dem Augustinerorden angehören sollten. Es dauerte einige Jahre, ehe die Stadt zum Chorbau ein Langhaus errichten ließ. Am 13. Juli 1478 wurde zunächst das rechte, südliche Seitenschiff errichtet. In diesem wurden 1482 zwei Altäre durch den Weihbischof Johannes von Hierapolis geweiht. Anschließend wurde mit dem Bau des nördlichen Seitenschiffs begonnen und die westliche Emporkirche erbaut. Diese sowie drei Altäre im nördlichen Seitenschiff und der Kreuzaltar der Mittelkirche wurden 1491 durch Johannes von Hierapolis geweiht. Pfalzgraf Johann († 1443) wurde in ihr begraben.
1601 erfolgten Renovierungsarbeiten in der Kirche. Das große spätgotische Holzkruzifix wurde 1608 aus der Kirche entfernt. 1626 stürzte der Südturm ein und beschädigte auch das Langhaus erheblich. Das Mittelschiff musste neu gewölbt werden. Der Regensburger Bischof Albert Graf von Törring unterstützte die Renovierungsarbeiten. Eine Inschrift neben dem Wappen des Bischofs am Plafond der Kirche lautete: “Anno 1632 reaedificavit hoc templum penitus destructum Albertus Episcopus Ratisbon” (deutsch: „Im Jahre 1633 ließ Albert Bischof von Regensburg diese zerstörte Kirche wieder aufbauen“)

## Architektur und Ausstattung
Die spätgotischer Pfarrkirche besteht aus einer dreischiffigen Basilika mit dreijochigem Langhaus, polygonal schließendem einschiffigen Chor und zwei massiven Türmen. Die Chorachse knickt nach Norden ab. Der Chor hat ein einfaches Netzgewölbe während das Mittelschiff Kreuzgewölbe aufweist. Im nördlichen Seitenschiff finden sich einfache sternförmige gotische Netzgewölbester, die auf profilierten Kragsteinen ruhen.
Im 18. Jahrhundert wurde der Innenraum barockisiert. 1965 bis 1967 erhielt die Kirche anstelle des Chors im Osten einen modernen Erweiterungsbau, eine Halle mit offenem Satteldach in Beton-Skelettbauweise von annähernd gleicher Länge und Breite wie das alte Langhaus. Die Neuweihe erfolgte auf den Namen des heiligen Josef.
Aus spätgotischer Zeit stammt der Crucifixus an der neuen Altarwand. Im südlichen Seitenschiff wurden Fresken aus der Zeit um 1500 freigelegt. Die barocke Strahlenmadonna ist eine Stiftung aus dem Jahr 1681. Moderne Ausstattungsstücke prägen den Erweiterungsbau, darunter große biblische Buntglasfenster von Erich Schickling aus dem Jahr 1991.